# Bodajk
Bodajk là một thành phố thuộc hạt Fejér, Hungary. Thành phố này có diện tích 28,98 km², dân số năm 2010 là 4101 người, mật độ 142 người/km².